# ميشال بونفي
ميشال بونفي (بالفرنسية: Michel Bonnevie)‏‏ (19 نوفمبر 1921 - 10 سبتمبر 2018) هو لاعب كرة سلة فرنسي، وقد نافسَ في الألعاب الأولمبية الصيفية 1948. يَلعب ميشال ضمن منتخب فرنسا لكرة السلة، حيثُ فاز معهم بالميدالية الفضية.

## روابط خارجية
- ميشال بونفي على موقع الاتحاد الدولي لكرة السلة (الإنجليزية)
- ميشال بونفي على موقع بروبوليرز (الإنجليزية)
- ميشال بونفي على موقع سبورتس رفرنس (الإنجليزية)
- ميشال بونفي على موقع اللجنة الأولمبية الدولية (الإنجليزية)
- ميشال بونفي على موقع أوليمبيديا (الإنجليزية)